# Шамье, Фредерик
Фредерик Шамье (англ. Frederick Chamier, 2 ноября 1796, Саутгемптон — 29 октября 1870, Сент-Леонард-он-Си, Эссекс, Великобритания) — английский писатель

, военно-морской офицер.

## Биография
Французского происхождения. Сын чиновника, служившего в Британской Индии.
Поступил на службу в Королевский военно-морской флот Великобритании гардемарином в июне 1809 года во время Английского вторжения в Голландию.
В 1810 году служил на линейном корабле «HMS Fame», в 1811 г. — в Средиземном море на «Аретузе», борясь с работорговцами, затем до 1814 г. на борту «HMS Menelaus».
Отличился в Англо-американской войне 1812 года. В августе 1814 года с отрядом из 134 моряков и морских пехотинцев высадился в Беллере, недалеко от Балтимора, и участвовал в разгроме превосходящего отряда американцев.
В июле 1815 года получил звание лейтенанта и продолжил службу в Средиземноморье и Вест-Индии. С сентября 1824 года по август 1825 года был старшим лейтенантом на бриг-шлюпе «HMS Scylla».
В 1833 году оставил военно-морскую службу и стал мировым судьей в Уотэм-Хилле в Эссексе, где и умер в 1870 году. В апреле 1856 года вышел в отставку и был произведен в капитаны флота.

## Творчество
Автор имевших успех морских и биографических романов «Life of a sailor» (1834); «The Unfortunate Man» (1835), «Ben Brace, the Last of Nelson’s Agamemnons» (1836), «The Arethusa» (1837); «Jack Adams, the Mutineer» (1838), «The Spitfire» (1840), «Tom Bowling» (1841); «Passion and principles» (1842), трилогии «Count Konigsmark» (1845), «Jack Malcolm’s Log» (1846). Продолжил «Историю военно-морского флота» («Naval History») Уильяма Джеймса, написал несколько книг о путешествиях и др. Морские романы писал в духе писателя-мариниста Ф. Марриета.
В 1831 году занимался редактированием перевода романа Михаила Загоскина «Юрий Милославский, или Русские в 1612 году», которая готовилась к публикации в Англии под названием «Молодой москвич или Поляки в России». Перевод был сделан в Москве знатной русской дамой и двумя её дочерьми. Книга должна была появиться на книжных прилавках Лондона до марта 1834 г., и когда это произошло, Шамье был отмечен специалистами.
Во время февральской революции 1848 года был в Париже и как очевидец опубликовал отчёт об этом периоде под названием «Обзор французской революции 1848 года» («Review of the French revolution of 1848»), в котором изобразил главных действующих лиц, принимавших участие в этих событиях.